# FA Cup (Thailand) 2023/24
Der thailändische FA Cup 2023/24 (thailändisch ไทยเอฟเอคัพ) war die 30. Austragung eines K.-o.-Fußballwettbewerbs in Thailand. Der FA Cup wurde vom Getränkehersteller Chang gesponsert und ist aus Sponsorengründen auch als Chang FA Cup (thailändisch ช้าง เอ ฟ เอ คั พ) bekannt. Das Turnier wurde vom thailändischen Fußballverband organisiert und begann mit der Qualifikationsrunde am 4. Oktober 2023. Titelverteidiger war Buriram United.

## Termine
| Runde               | Datum             |
| ------------------- | ----------------- |
| Qualifikationsrunde | 4. Oktober 2023   |
| 1. Runde            | 1. November 2023  |
| 2. Runde            | 20. Dezember 2023 |
| Achtelfinale        | 28. Februar 2024  |
| Viertelfinale       | 10. April 2024    |
| Halbfinale          | 8. Mai 2024       |
| Finale              | 15. Juni 2024     |

## Qualifikationsrunde
| Datum                        |                                 | Ergebnis              |                                     |
| ---------------------------- | ------------------------------- | --------------------- | ----------------------------------- |
| 4. Oktober 2023 um 15:30 Uhr | Nakhon Si City FC (TA)          | 0:0 n. V. (4:1 i. E.) | Muang Loei United FC (TA)           |
| 4. Oktober 2023 um 15:30 Uhr | FC Mahasarakham (TA)            | 0:1                   | Phatthalung FC (T3)                 |
| 4. Oktober 2023 um 15:30 Uhr | The Icon RSU FC (T3)            | 0:3                   | Marines FC (T3)                     |
| 4. Oktober 2023 um 15:30 Uhr | Udon Thani City FC (TA)         | 4:1                   | Chiangmai Country FC (TA)           |
| 4. Oktober 2023 um 15:30 Uhr | Inter Bangkok FC (T3)           | 1:1 n. V. (5:4 i. E.) | Mahasarakham FC (T3)                |
| 4. Oktober 2023 um 15:30 Uhr | Prime Bangkok FC (T3)           | 4:0                   | Chachoengsao Hi-Tek FC (T3)         |
| 4. Oktober 2023 um 15:30 Uhr | Kamphaengphet FC (T3)           | 4:1                   | Fleet FC (T3)                       |
| 4. Oktober 2023 um 15:30 Uhr | Udon United FC (T3)             | 6:0                   | Samut Prakan Junior Academy FC (TA) |
| 4. Oktober 2023 um 15:30 Uhr | TOA Dovechem FC (TA)            | 1:2                   | Hua Hin Maraleina FC (T3)           |
| 4. Oktober 2023 um 15:30 Uhr | Thap Luang United FC (T3)       | 1:1 n. V. (4:5 i. E.) | Chiangmai United FC (T2)            |
| 4. Oktober 2023 um 15:30 Uhr | Ayothaya Warrior FC (TA)        | 1:0                   | Futera United FC (TA)               |
| 4. Oktober 2023 um 15:30 Uhr | Roi Et PB United FC (TA)        | 4:0                   | Chumphon United FC (TA)             |
| 4. Oktober 2023 um 15:30 Uhr | Kalasin United FC (TA)          | 2:0                   | Phachi City FC (TA)                 |
| 4. Oktober 2023 um 15:30 Uhr | Mahanakon Khon Kaen FC (TA)     | 3:1                   | NBN Kanthararom United FC (TA)      |
| 4. Oktober 2023 um 15:30 Uhr | Uthumphon Chullamanee FC (TA)   | 1:9                   | Rayong FC (T2)                      |
| 4. Oktober 2023 um 15:30 Uhr | ST Youth FC (TA)                | 2:1                   | Chiangmai FC (T2)                   |
| 4. Oktober 2023 um 15:30 Uhr | APD United FC (TA)              | 1:1 n. V. (4:5 i. E.) | Romklao United FC (TA)              |
| 4. Oktober 2023 um 15:30 Uhr | Kasem Bundit University FC (T3) | 2:3                   | Kabin United FC (T3)                |
| 4. Oktober 2023 um 17:00 Uhr | Sisaket United FC (T3)          | 3:0                   | Siwilai FC (TA)                     |
| 4. Oktober 2023 um 17:00 Uhr | Samut Sakhon City FC (T3)       | 7:2                   | AES Moonlight FC (TA)               |
| 4. Oktober 2023 um 17:00 Uhr | Nakhon Si United FC (T2)        | 5:0                   | Khon Kaen FC (T3)                   |
| 4. Oktober 2023 um 16:00 Uhr | Raj-Pracha FC (T3)              | 7:0                   | K.Five Viwat Group FC (TA)          |
| 4. Oktober 2023 um 16:00 Uhr | Lopburi City FC (T3)            | 0:0 n. V. (3:4 i. E.) | Songkhla FC (T3)                    |
| 4. Oktober 2023 um 18:00 Uhr | Phrae United FC (T2)            | 2:0                   | Muangtrang United FC (T3)           |
| 4. Oktober 2023 um 18:00 Uhr | Lampang FC (T2)                 | 2:0                   | Samut Prakan United FC (T2)         |
| 4. Oktober 2023 um 18:00 Uhr | Nongbua Pitchaya FC (T2)        | 4:1                   | Navy FC (T3)                        |
| 4. Oktober 2023 um 18:00 Uhr | Kasetsart FC (T2)               | 5:0                   | BP Friends United FC (TA)           |
| 4. Oktober 2023 um 18:00 Uhr | Nakhon Ratchasima FC (T2)       | 0:0 n. V. (4:3 i. E.) | Phrae FC (TA)                       |
| 4. Oktober 2023 um 18:00 Uhr | DP Kanchanaburi FC (T2)         | 13:0                  | Namphong United FC (TA)             |
| 4. Oktober 2023 um 18:00 Uhr | Suphanburi FC (T2)              | 4:0                   | Jungle Cat FC (TA)                  |
| 4. Oktober 2023 um 18:00 Uhr | Bangkok FC (T3)                 | 2:0                   | Pratunam BSB (TA)                   |

## 1. Runde
| Datum                         |                                   | Ergebnis              |                             |
| ----------------------------- | --------------------------------- | --------------------- | --------------------------- |
| 1. November 2023 um 15:00 Uhr | Udon United FC (T3)               | 5:0                   | Pakkran United FC (TA)      |
| 1. November 2023 um 15:00 Uhr | Prime Bangkok FC (T3)             | 5:0                   | Thonburi Forest FC (TA)     |
| 1. November 2023 um 15:00 Uhr | Kabin United FC (T3)              | 1:0                   | Phrae United FC (T2)        |
| 1. November 2023 um 15:00 Uhr | Chattrakan City FC (TA)           | 2:3                   | DP Kanchanaburi FC (T2)     |
| 1. November 2023 um 15:00 Uhr | Wiang Sa Surat Thani City FC (T3) | 5:1                   | Bangkapi FC (TS)            |
| 1. November 2023 um 15:00 Uhr | Hua Hin Maraleina FC (T3)         | 1:3                   | Uttaradit FC (T3)           |
| 1. November 2023 um 15:00 Uhr | Surin City FC (T3)                | 6:1                   | Nong Khae Police FC (TA)    |
| 1. November 2023 um 15:00 Uhr | Marines FC (T3)                   | 2:2 n. V. (4:5 i. E.) | MH Nakhonsi City FC (T3)    |
| 1. November 2023 um 15:00 Uhr | Kalasin United FC (TS)            | 2:2 n. V. (3:4 i. E.) | Udon Thani City FC (TA)     |
| 1. November 2023 um 17:00 Uhr | Nakhon Si United FC (T2)          | 0:1                   | Bangkok United (T1)         |
| 1. November 2023 um 17:00 Uhr | Samut Sakhon City FC (T3)         | 2:0                   | Uthai Thani FC (T1)         |
| 1. November 2023 um 17:00 Uhr | Sisaket United FC (T3)            | 9:0                   | ST Youth FC (TA)            |
| 1. November 2023 um 17:00 Uhr | Songkhla FC (T3)                  | 2:1                   | Mahanakon Khon Kaen FC (TA) |
| 1. November 2023 um 17:30 Uhr | Ratchaburi FC (T1)                | 6:0                   | Kasetsart FC (T2)           |
| 1. November 2023 um 18:00 Uhr | Ayothaya Warrior FC (TS)          | 1:3                   | Nongbua Pitchaya FC (T2)    |
| 1. November 2023 um 18:00 Uhr | Dome FC (TA)                      | 0:1                   | Inter Bangkok FC (T3)       |
| 1. November 2023 um 18:00 Uhr | Phatthalung FC (T3)               | 1:2                   | Lamphun Warriors FC (T1)    |
| 1. November 2023 um 18:00 Uhr | Phitsanulok FC (T3)               | 0:4                   | Muangthong United (T1)      |
| 1. November 2023 um 18:00 Uhr | Suphanburi FC (T2)                | 2:2 n. V. (4:2 i. E.) | Kamphaengphet FC (T3)       |
| 1. November 2023 um 18:00 Uhr | Rayong FC (T2)                    | 4:1                   | Roi Et PB United FC (TA)    |
| 1. November 2023 um 18:00 Uhr | Lampang FC (T2)                   | 1:1 n. V. (5:4 i. E.) | Raj-Pracha FC (T3)          |
| 1. November 2023 um 18:00 Uhr | Bangkok FC (T3)                   | 1:0                   | Romklao United FC (TA)      |
| 1. November 2023 um 18:00 Uhr | Trat FC (T1)                      | 1:2                   | Samut Prakan City FC (T2)   |
| 1. November 2023 um 18:00 Uhr | Nakhon Ratchasima FC (T2)         | 2:3                   | Sukhothai FC (T1)           |
| 1. November 2023 um 18:00 Uhr | Phitsanulok Unity FC (T3)         | 2:0                   | Roi Et 2018 FC (TA)         |
| 1. November 2023 um 18:00 Uhr | Chiangmai United FC (T2)          | 5:0                   | Nakhon Si City FC (TA)      |
| 1. November 2023 um 18:30 Uhr | Chiangrai United (T1)             | 5:2                   | BFB Pattaya City (T3)       |
| 1. November 2023 um 18:30 Uhr | PT Prachuap FC (T1)               | 2:1                   | Police Tero FC (T1)         |
| 1. November 2023 um 19:00 Uhr | Pattaya United FC (T2)            | 0:1 n. V.             | BG Pathum United FC (T1)    |
| 1. November 2023 um 19:00 Uhr | Nakhon Pathom United FC (T1)      | 10:0                  | Thai Spirit FC (TA)         |
| 1. November 2023 um 19:00 Uhr | Buriram United (T1)               | 2:1                   | Port FC (T1)                |
| 1. November 2023 um 19:00 Uhr | Chonburi FC (T1)                  | 3:0                   | Khon Kaen United FC (T1)    |

## 2. Runde
| Datum                          |                                   | Ergebnis              |                              |
| ------------------------------ | --------------------------------- | --------------------- | ---------------------------- |
| 20. Dezember 2023 um 15:00 Uhr | Kabin United FC (T3)              | 2:1 n. V.             | Prime Bangkok FC (T3)        |
| 20. Dezember 2023 um 15:00 Uhr | Lampang FC (T2)                   | 1:3                   | Samut Sakhon City FC (T3)    |
| 20. Dezember 2023 um 15:00 Uhr | Udon Thani City FC (TA)           | 0:2                   | Nakhon Pathom United FC (T1) |
| 20. Dezember 2023 um 15:00 Uhr | Suphanburi FC (T2)                | 0:2                   | Phitsanulok Unity FC (T3)    |
| 20. Dezember 2023 um 15:00 Uhr | Surin City FC (T3)                | 2:0                   | Chiangrai United (T1)        |
| 20. Dezember 2023 um 15:00 Uhr | Wiang Sa Surat Thani City FC (T3) | 0:0 n. V. (4:5 i. E.) | Udon United FC (T3)          |
| 20. Dezember 2023 um 15:00 Uhr | Inter Bangkok FC (T3)             | 1:4                   | Chiangmai United FC (T2)     |
| 20. Dezember 2023 um 15:00 Uhr | Uttaradit FC (T3)                 | 1:2 n. V.             | Buriram United (T1)          |
| 20. Dezember 2023 um 17:00 Uhr | Sisaket United FC (T3)            | 0:2                   | Bangkok FC (T3)              |
| 20. Dezember 2023 um 18:00 Uhr | Sukhothai FC (T1)                 | 3:2 n. V.             | Muangthong United (T1)       |
| 20. Dezember 2023 um 18:00 Uhr | Songkhla FC (T3)                  | 2:2 n. V. (5:3 i. E.) | Rayong FC (T2)               |
| 20. Dezember 2023 um 18:00 Uhr | Nongbua Pitchaya FC (T2)          | 1:2                   | DP Kanchanaburi FC (T2)      |
| 20. Dezember 2023 um 18:00 Uhr | PT Prachuap FC (T1)               | 2:1                   | Ratchaburi FC (T1)           |
| 20. Dezember 2023 um 18:00 Uhr | Lamphun Warriors FC (T1)          | 5:1                   | MH Nakhonsi City FC (T3)     |
| 20. Dezember 2023 um 19:00 Uhr | Bangkok United (T1)               | 4:0                   | Samut Prakan City FC (T2)    |
| 20. Dezember 2023 um 19:00 Uhr | Chonburi FC (T1)                  | 2:2 n. V. (4:2 i. E.) | BG Pathum United FC (T1)     |

## Achtelfinale
| Datum                         |                           | Ergebnis              |                              |
| ----------------------------- | ------------------------- | --------------------- | ---------------------------- |
| 28. Februar 2024 um 15:00 Uhr | Udon United FC (T3)       | 1:1 n. V. (4:3 i. E.) | Surin City FC (T3)           |
| 28. Februar 2024 um 17:00 Uhr | Samut Sakhon City FC (T3) | 2:2 n. V. (5:4 i. E.) | Chiangmai United FC (T2)     |
| 28. Februar 2024 um 18:00 Uhr | PT Prachuap FC (T1)       | 1:1 n. V. (2:4 i. E.) | Lamphun Warriors FC (T1)     |
| 28. Februar 2024 um 18:00 Uhr | Sukhothai FC (T1)         | 3:1                   | Kabin United FC (T3)         |
| 28. Februar 2024 um 18:00 Uhr | Phitsanulok Unity FC (T3) | 0:1 n. V.             | DP Kanchanaburi FC (T2)      |
| 28. Februar 2024 um 19:00 Uhr | Songkhla FC (T3)          | 2:2 n. V. (4:5 i. E.) | Bangkok United (T1)          |
| 28. Februar 2024 um 19:00 Uhr | Bangkok FC (T3)           | 5:4                   | Buriram United (T1)          |
| 28. Februar 2024 um 19:00 Uhr | Chonburi FC (T1)          | 2:1                   | Nakhon Pathom United FC (T1) |

## Viertelfinale
| Datum                       |                           | Ergebnis              |                          |
| --------------------------- | ------------------------- | --------------------- | ------------------------ |
| 10. April 2024 um 15.30 Uhr | Udon United FC (T3)       | 1:1 n. V. (5:3 i. E.) | Chonburi FC (T1)         |
| 10. April 2024 um 17.00 Uhr | Samut Sakhon City FC (T3) | 3:3 n. V. (3:2 i. E.) | Bangkok FC (T3)          |
| 10. April 2024 um 18.00 Uhr | DP Kanchanaburi FC (T2)   | 2:0                   | Sukhothai FC (T1)        |
| 10. April 2024 um 19.00 Uhr | Bangkok United (T1)       | 1:0                   | Lamphun Warriors FC (T1) |

## Halbfinale
| Datum                    |                         | Ergebnis |                           |
| ------------------------ | ----------------------- | -------- | ------------------------- |
| 8. Mai 2024 um 18.00 Uhr | DP Kanchanaburi FC (T2) | 3:1      | Samut Sakhon City FC (T3) |
| 8. Mai 2024 um 19.00 Uhr | Bangkok United (T1)     | 5:0      | Udon United FC (T3)       |

## Finale
| Datum                      |                     | Ergebnis              |                         |
| -------------------------- | ------------------- | --------------------- | ----------------------- |
| 15. Juni 2024 um 18.00 Uhr | Bangkok United (T1) | 1:1 n. V. (4:1 i. E.) | DP Kanchanaburi FC (T2) |

### Spielstatistik
| Paarung                          | Bangkok United – Dragon Pathumwan Kanchanaburi FC |
| Ergebnis                         | 1:1 n. V. (1:1, 0:0), 4:1 i. E |
| Datum                            | 15. Juni 2024 um 18:00 Uhr |
| Stadion                          | Dragon Solar Park, Ratchaburi |
| Zuschauer                        | 3.833 |
| Schiedsrichter                   | Songkran Bunmeekiart |
| Tore                             | 0:1 Ricardo Pires (65.) 1:1 Vander Luiz (74.) ET Elfmeterschießen: 1:0 Vander Luiz Elias 2:0 Mahmoud Eid Phanthamit Praphanth 3:0 Everton 3:1 Pichitchai Sienkrthok 4:1 Adisak Kraisorn |
| Bangkok United                   | Patiwat Khammai – Peerapat Notchaiya (84. Wanchai Jarunongkran), Everton, Suphan Thongsong, Nitipong Selanon (84. Kritsada Nontharat) – Pokklaw Anan (77. Chayawat Srinawong), Weerathep Pomphan, Thossawat Limwannasathian (60. Wisarut Imura) – Vander Luiz, Amadou Soukouna (100. Adisak Kraisorn), Rungrath Poomchantuek (77. Mahmoud Eid) Cheftrainer: Tawan Sripan           |
| Dragon Pathumwan Kanchanaburi FC | Chinnapong Raksri – Jirasak Kumthaisong, Jeferson, Prachya Fudsuparp (110. Thanachach Phocha), Kitinun Suttiwiriyakul (62. Athatcha Rahongthong) – Richard Gertsch (77. Pichitchai Sienkrthok), Anuwat Matarat (110. Kittiwet Lochit), Ittipol Akpatcha (85. Anusorn Phrmprasit), Elias – Ricardo Pires, Anawat Koedsombat (62. Phanthamit Praphanth) Cheftrainer: Somchai Makmool |
| Gelbe Karten                     | Thossawat Limwannasathian (44.), Pokklaw Anan (45.+2'), Wanchai Jarunongkran (87.), Wisarut Imura (107.) – Jirasak Kumthaisong (46.), Chinnapong Raksri (73.), Kittiwet Lochit (117.), Thanachach Phocha (120.+6') |
| Platzverweise                    | keine – Jirasak Kumthaisong (71.) |

### Auswechselspieler
| Auswechselspieler | Auswechselspieler |
| --- | --- |
| Bangkok United | DP Kanchanaburi FC |
| - Mahmoud Eid (77.) ▲ - Chayawat Srinawong (77.) ▲ - Kritsada Nontharat (84.) ▲ - Wanchai Jarunongkran (84.) ▲ - Adisak Kraisorn (100.) ▲ - Wisarut Imura (107.) ▲ - Tassanapong Muaddarak - Thitiphan Puangjan - Warut Mekmusik (TW) | - Athatcha Rahongthong (62.) ▲ - Phanthamit Praphanth (62.) ▲ - Pichitchai Sienkrthok (77.) ▲ - Anusorn Phrmprasit (85.) ▲ - Kittiwet Lochit (110.) ▲ - Thanachach Phocha (110.) ▲ - Pacharakorn Nilploypetch - Wisut Milan Jultanu - Theerapat Sonjai (TW) |